# Liste der Flughäfen in Uganda
Die Liste der Flughäfen in Uganda zeigt die zivilen Flughäfen des afrikanischen Staates Uganda, geordnet nach Orten.
| Ort                          | ICAO-Code | IATA-Code | Name des Flughafens          |
| ---------------------------- | --------- | --------- | ---------------------------- |
| Adjumani                     | HUAJ      |           | Flughafen Adjumani           |
| Arua                         | HUAR      | RUA       | Flughafen Arua               |
| Bugungu                      | HUGG      |           | Flughafen Bugungu            |
| Buhuka                       |           |           | Flughafen Buhuka             |
| Bundibugyo                   | HUBU      |           | Flughafen Bundibugyo         |
| Buseruka                     |           |           | Flughafen Buseruka           |
| Butiaba                      |           |           | Flughafen Butiaba            |
| Entebbe                      | HUEN      | EBB       | Flughafen Entebbe            |
| Fort Portal                  | HUFP      |           | Flughafen Fort Portal        |
| Gulu                         | HUGU      | ULU       | Flughafen Gulu               |
| Jinja                        | HUJI      | JIN       | Flughafen Jinja              |
| Kabale                       | HUKB      |           | Flughafen Kabale             |
| Kajjansi                     | HUKJ      |           | Flugplatz Kajjansi           |
| Kakira                       | HUKK      |           | Flughafen Kakira             |
| Kalongo                      |           |           | Flughafen Kalongo            |
| Kasese                       | HUKS      | KSE       | Flughafen Kasese             |
| Kidepo                       | HUKD      |           | Flughafen Kidepo             |
| Kihihi                       |           | KHX       | Flugplatz Savannah           |
| Kisoro                       | HUKI      |           | Flughafen Kisoro             |
| Kitgum                       | HUKT      |           | Flughafen Kitgum             |
| Koboko                       |           |           | Flughafen Koboko             |
| Kotido                       | HUKO      |           | Flughafen Kotido             |
| Lake Albert Lodge            |           |           | Flugplatz Lake Albert Lodge  |
| Lira                         | HULI      |           | Flughafen Lira               |
| Masindi                      | HUMI      | KCU       | Flughafen Masindi            |
| Matany                       |           |           | Flugplatz Matany             |
| Mbarara                      | HUMA      | MBQ       | Flughafen Mbarara            |
| Moroto                       | HUMO      |           | Flughafen Moroto             |
| Moyo                         | HUMY      | OYG       | Flughafen Moyo               |
| Murchison-Falls-Nationalpark |           |           | Flughafen Chobe Safari Lodge |
| Mutukula                     |           |           | Flughafen Mutukula           |
| Mweya                        | HUMW      |           | Flughafen Mweya              |
| Nakasongola                  |           |           | Flughafen Nakasongola        |
| Pakuba                       | HUPA      | PAF       | Flugplatz Pakuba             |
| Soroti                       | HUSO      | SRT       | Flughafen Soroti             |
| Tororo                       | HUTO      | TRY       | Flugplatz Tororo             |